# Scheuerwald
Scheuerwald era una comuna francesa que estaba situada en el departamento de Mosela, de la región de Gran Este, que en 1830 pasó a formar parte de la comuna de Launstroff.

## Historia
En 1812 pasó a formar parte de la comuna de Launstroff, en 1815 fue reconstituida a partir de sus antiguos territorios y en 1830 volvió a formar parte de la comuna de Launstroff.

## Demografía
| Gráfica de evolución demográfica de Scheuerwald entre 1800 y 1806 |
|                                                                   |

Los datos demográficos contemplados en este gráfico se han cogido de la página francesa EHESS/Cassini.